# Хажалия, Джумбер Константинович
Джумбер Константинович Хажалия (19 августа 1938, Самтредиа) — советский футболист, нападающий, тренер.
Начинал играть в юношеской команде Самтредиа и ФШМ Тбилиси. С 1960 года — в составе «Торпедо» Кутаиси. В 1961 году в классе «Б» в 25 играх забил 7 мячей и вместе с командой вышел в класс «А», где в 1962—1968 годах в 188 матчах забил 49 голов.
В 1974—1976 годах — начальник команды «Локомотив» Самтредиа, в 1977—1979 — старший тренер.